# Příležitostná poezie
Příležitostná poezie je obvykle lyrická báseň určená pro nějakou veřejnou či soukromou událost, například výročí, narozeniny, pohřby, sňatky, vítězství ve válce a podobně. Básník se snaží popsat své pocity z dané události, uvést ji do hlubších filosofických či například mytologických souvislostí. Často byla v historii určena pro básníkova mecenáše. Někdy ji básník nebo jiný interpret přímo v rámci události přednese.

## Charakteristika
Tento druh básnictví má velmi dlouhou tradici, v antické římské a řecké kultuře hrál významnou roli. K nejvýznamnějším antickým básníkům se počítá Pindaros, který většinu své tvorby věnoval oslavě vítězů olympijských her, příležitostnou poezii pěstoval také Horatius a další významní básníci. Příležitostnou poezii pěstovali například John Milton, William Butler Yeats či Stéphane Mallarmé v české literatuře například Josef Jungmann, Jaroslav Vrchlický či Vítězslav Nezval. Johann Wolfgang Goethe pokládal příležitostnou poezii za nejvyšší druh poezie, podobně se vyjádřil i G. W. F. Hegel, který pokládal příležitostnou poezii za formu básníkova spojení s reálným světem a veřejným životem.
Příležitostná poezie se pěstuje dodnes, ruský básník Jevgenij Alexandrovič Jevtušenko například napsal báseň k pohřbu Václava Havla, americká básnířka Elizabeth Alexanderová napsala báseň Praise Song for the Day k inauguraci prezidenta Baracka Obamy v roce 2009 a také ji při ceremoniálu přednesla.